# FUT2
Галактозид-2-альфа-L-фукозилтрансфераза 2 (англ. Galactoside 2-alpha-L-fucosyltransferase 2; КФ 2.4.1.69) — фермент трансфераза (фукозилтрансфераза), продукт гена человека FUT2 . Участвует в гликозилировании белков.

## Функции
Катализирует перенос фукозы на концевую галактозу полисахаридной цепи гликанов, локализующихся на поверхности гликопротеинов и гликолипидов. Образующийся эпитоп играет роль в межклеточных взаимодействиях, включая взаимодействие клетки хозяина с бактериями. Опосредует взаимодействие с кишечной микрофлорой (микробиотой), воздействуя на её состав. 
Образует растворимый олигосахарид-предшественник фукозил-альфа-(1,2)-галактозил-бета-олигосахарид, или H-антиген, который является субстратом в последнем этапе синтеза растворимых A- и B-антигенов группы крови AB0.
Существует два гена (FUT1 и FUT2), кодирующие галактозид-2-альфа-L-фукозилтрансферазы, которые экспрессированы ткане-специфическим образом, причём экспрессия FUT1 ограничена клетками мезодермального, а FUT2 — эндодермального происхождения.

## Структура и внутриклеточная локализация
FUT2 состоит из 343 аминокислот, молекулярная масса 39 кДа. Мембранный белок локализован на мембранах транс-отдела аппарата Гольджи.

## Экспрессия
Экспрессирован в тонком и толстом кишечнике и в лёгких.